# 丹瑪翟芒
丹瑪翟芒誕生於西藏康區丹瑪地方，以出生地名尊稱丹瑪，本名翟芒（藏語：ལྡན་མ་རྩེ་མང་，藏语拼音：Denma Tsémang）。尊者協助蓮花生大師在西藏的佛法傳播，作為蓮師的主要弟子，以其慧識，編譯蓮師教典，是蓮花生大師座下大達登巴級別弟子，為二十五大王臣之一。

## 成就與貢獻

### 文字成就
丹瑪翟芒尊者善於文字，是著名的書法家，他將藏字書寫轉變成草書，其書法技巧至今仍有流傳。

### 譯經成就
藏王赤松德贊迎請蓮花生大師入藏後，佛法在藏地的弘揚得到很有力的護持。多位高僧大德來到此處，相傳和蓮花生大師過去生本為兄弟的大譯師菩提薩埵在此為佛法作出許多修持。而能快速譽寫的丹瑪翟芒尊者也來到藏地，由於其精通梵文，很快地便加入譯經行列，在當時和大譯師菩提薩埵及多位譯師助理共同翻譯了經律論三藏、醫學、數學典籍並將本尊父母的法器、致祭龍王、消災法等一百零八部的妙法翻譯，遍及密咒身、語、意續之大部份經典。尊者本人記憶過人，能多天不斷無誤地背誦顯密教典，能得無二心之清明，而不為時空概念所礙，具有不忘總持的能力。

### 伏藏傳承
譯經工作外，尊者從蓮花生大師處學得很多的密宗法要，並深識法要密義，因此蓮花生大師的諸多教典編譯都完成於尊者之手。藏傳佛教中特有的伏藏密典，不少是透過丹瑪翟芒尊者的書寫紀錄而留存，如《八大法行如來集》。